# Francesco Borgongini Duca
Francesco Borgongini Duca (ur. 26 lutego 1884 w Rzymie, zm. 4 października 1954 tamże) – włoski duchowny katolicki, kardynał.
Kształcił się w Pontyfikalnym Seminarium Rzymskim, gdzie uzyskał doktoraty z teologii i prawa kanonicznego. Święcenia kapłańskie otrzymał 22 grudnia 1906 roku. W latach 1907–1909 wykładał na swej alma mater, a także w Ateneum "De Propaganda Fide". Od 1909 był oficjałem w Penitencjarii Apostolskiej. Od 1917 sekretarz tej dykasterii. Prosekretarz w Kongregacji ds. Nadzwyczajnych Spraw Kościoła od roku 1921, rok później został tam sekretarzem. Od roku 1927 posiadał godność infułata. Był członkiem komisji ds. negocjacji w sprawie traktatów laterańskich.
7 czerwca 1929 otrzymał nominację na tytularnego arcybiskupa Eraclea di Europa. Dzień później mianowany nuncjuszem we Włoszech. Sakry udzielił mu kardynał Pietro Gasparri. Funkcję tę sprawował aż do roku 1953, kiedy to otrzymał kapelusz kardynalski od papieża Piusa XII. Zmarł z powodu dolegliwości sercowych w swym apartamencie, po przyjęciu ostatnich sakramentów.